# Пирмайр, Томас
Томас Пирмайр (нем. Thomas Piermayr; род. 2 августа 1989, Линц) — австрийский футболист, защитник клуба «Винер-Нойштадт».

## Карьера

### Клубная
Томас начал карьеру в клубе «ЛАСК» из родного Линца, где играл значительное время на позиции защитника. В июле 2011 года подписал однолетний контракт с шотландским «Инвернесс Каледониан Тисл», по окончании сезона вернулся в Австрию, став игроком «Винер-Нойштадта».
9 июля 2013 года подписал контракт с норвежским «Лиллестрём», но не сумел закрепиться в клубе и по окончании сезона 2013 покинул его. В апреле 2014 года присоединился к клубу американской MLS «Колорадо Рэпидз», где играл до октября.
В феврале 2015 года прибыл на просмотр в солигорский «Шахтер». Находился в составе «горняков» вплоть до марта, однако не подошёл клубу. Позже долгое время тренировался вместе с английским «Блэкпулом».
30 апреля 2015 года подписал контракт с футбольным клубом «Минск», тем самым став первым в истории австрийским легионером в чемпионате Белоруссии. В «Минске» был призван временно заменить сербского полузащитника Николу Лукича, который получил травму в матче первого тура (11 апреля) и выбыл на длительный срок. В июле, по восстановлению Лукича от травмы и окончания срока контракта Пирмайр покинул минский клуб.
В августе 2015 года стал игроком клуба «Бекешчаба» с высшего дивизиона Венгрии. В сентябре 2016 года проходил просмотр в клубе Третьей Бундеслиги «Рот-Вайсс» из Эрфурта. В январе 2017 года на один год пополнил состав новичка Аллсвенскан «АФК Эскильстуна».

### Международная
С 2009 по 2010 года играл за молодёжную сборную Австрии.